# شهرستان ریو گریند (کلرادو)
شهرستان ریو گریند، کلرادو (به انگلیسی: Rio Grande County, Colorado) یک سکونتگاه مسکونی در ایالات متحده آمریکا است که در کلرادو واقع شده‌است.

## خصوصیات
شهرستان ریو گریند ۲٬۳۶۲٫۰۸ کیلومترمربع مساحت دارد.